# 13954 Born
13954 Born (1990 TF8) là một tiểu hành tinh vành đai chính được phát hiện ngày 13 tháng 10 năm 1990 bởi F. Borngen và L. D. Schmadel ở Tautenburg.